# البرهان في علوم القرآن (الحوفي)
كتاب البرهان في علوم القرآن، ألفه أبو الحسن علي بن إبراهيم الحوفي المصري، المتوفى سنة 430هـ، موضوعه تفسير القرآن وذكر ما فيه من علوم وأحكام، إلا أن الغالب عليه الجانب اللغوي، خاصة إعراب القرآن؛ لذا جعله الزركشي من كتب إعراب القرآن.
وقد استفاد من الكتاب بعض المؤلفين في التفسير، خاصة في الجانب اللغوي، وممن أثنى على الكتاب الزرقاني ووصفه بأنه مجهود عظيم، ومحاولة جديرة بالتقدير في هذا الباب، جزى الله مؤلفه خير الجزاء.
وقد حققت أجزاء من هذا الكتاب في رسائل علمية بجامعة الأزهر وفروعها بمصر.

## وصف
ألف أبو الحسن الحوفي كتابا في تفسير القرآن سمّاه «البرهان في علوم القرآن»، وهو من الكتب التي تداولها المفسرون ونقلوا منها، وذكر ابن دحية أن هذا الكتاب عنده، وأنه يقع في ثلاثين مجلدا، وقد حدثه به جماعة من شيوخه.
جمع فيه مناهج التفسير المتعددة، كالمنهج اللغوي، والمنهج النقلي، والمنهج الفقهي، والمنهج الكلامي، ملتزما فيه أقوال أهل السنة والجماعة والمنهج الأدبي، وهذا ما يميز تفسيره عن أقرانه في التفسير.
ويرى بعض الباحثين أن اصطلاح «علوم القرآن» - بالمعنى الجامع الشامل- لم يبدأ ظهوره إلا بهذا الكتاب، ويقع في 30 مجلدا.

### موضوع الكتاب
كتاب البرهان للحوفي من كتب تفسير القرآن الكريم، لكن الجانب اللغوي فيه هو الأبرز، خاصة إعراب القرآن؛ ولهذا جعله الزركشي في علوم القرآن من كتب إعراب القرآن، وكذلك السيوطي في الإتقان.
لكن المؤلف يذكر أيضا أنواعا أخرى من علوم القرآن، كالتفسير، والمعاني، والقراءات، والأحكام، وأسباب النزول، وغير ذلك.

### الاختلاف في اسم الكتاب
اعتقد بعض الباحثين أن أول عهد لظهور اصطلاح «علوم القرآن» هو بداية القرن الخامس، حين ألف علي بن إبراهيم الحوفي «ت430هـ» كتابه «البرهان في علوم القرآن» وهذا غير دقيق؛ لأن اسم كتاب الحوفي «البرهان في تفسير القرآن» ولأنه ظهرت كتب في القرن الذي قبله تناولت علوم القرآن بمعناها المدون، وأسبقها ما ذكرت لابن المرزبان وغيره.

### منهج الحوفي في البرهان
يبدأ بذكر المقطع من الآيات القرآنية التي يريد الحديث عنها، ثم يذكر الإعراب، وشيئا من معاني المفردات، ثم يقول: وقد تضمنت الآيات... ويذكر بعض الاستنباطات والفوائد القرآنية، ثم يقول: القول في القراءة، ويذكر قراءات- القراء السبعة- مع توجيه القراءة، ثم يقول: القول في المعنى والتفسير، ويذكر المعنى العام للآيات، ويورد شيئا من الناسخ والمنسوخ، وأحكام القرآن، ثم يقول: القول في الوقف والتمام، ويذكر المواضع التي ينبغي الوقوف عندها من المقاطع القرآنية، ضمن أقسام الوقف الاصطلاحية، نحو: الوقف التام، والكافي.
وواضح من هذا المنهج أنه كتاب تفسير، فسر به كلام الله تعالى تفسير سورة تلو الأخرى علي ترتيب المصحف الشريف، ولكنه أضاف لونا جديدا من علوم القرآن الكريم من الناسخ والمنسوخ والمحكم والمتشابه وعلم البيان والمعاني والقراءات والمعنى والتفسير ونحو ذلك من أنواع علوم القرآن.

### أهمية الكتاب
حظي كتاب البرهان للحوفي باهتمام المفسرين واللغويين، واستفاد منه بعضهم في النقل منه، ومن هؤلاء: أبو حيان، والسمين الحلبي، وابن عادل، وابن هشام، وأبو الحسن القيرواني، والألوسي، وغيرهم كثير.
كما ذكره وأثنى عليه بعض المؤلفين في كتبهم، كالزركشي في البرهان حيث يقول في النوع العشرين: معرفة الأحكام من جهة إفرادها وتركيبها، ويؤخذ ذلك من علم النحو، وقد انتدب الناس لتأليف إعراب القرآن، ومن أوضحها كتاب الحوفي.
وقد اطلع الزرقاني على هذا الكتاب ووصفه بقوله: عرض فيه صاحبه لأنواع من علوم القرآن عند المناسبات. وأيا ما يكن هذا الكتاب فإنه مجهود عظيم، ومحاولة جديرة بالتقدير في هذا الباب. جزى الله مؤلفه خير الجزاء.

### نموذج من الكتاب
قوله تعالى: {إِذْ قَالَ يُوسُفُ لأَبِيهِ يَا أَبتِ إِنِّي رَأَيْتُ أَحَدَ عَشَرَ كَوْكَبًا وَالشَّمْسَ وَالْقَمَرَ رَأَيْتُهُمْ لِي سَاجِدِينَ}  {إِذْ قَالَ يُوسُفُ لِأَبِيهِ}, {إِذْ} ظرف العامل فيه اذكر، ويجوز أن يكون العامل {نَقُصُّ} أي: نقص عليك، {إِذْ قَالَ} {لِأَبِيهِ} متعلق بـ... {قَالَ} , {يَا أَبَتِ} بكسر التاء على تقدير: ياء النفس، وحذفها: للِاجْتِزَاءِ بالكسرة منها، وإدخال تاء التأنيث على الأب فإنما تدخل في النداء لا غير لأنه موضع تعبير، كما سمي المذكر بالمؤنث، كعين ونفس، يراد بها الرجل وكما قالوا: غلام يَفَعةٌ ورجل يَفَعةٌ، ومن قال يا أبتَ بالفتح: قلب الياء ألفا وحذفها وبقي الفتحة دالة عليها، والوقف في الكلام بالهاء، وهي في المصحف بالتاء، {إِنِّي رَأَيْتُ أَحَدَ عَشَرَ كَوْكَبًا} , {إِنِّي} مستأنف، و {أَحَدَ عَشَرَ} في موضع نصب بـ {رَأَيْتُ}, إلا أنه مبني، و{كَوْكَبًا} نصب على التمييز، ﴿وَالشَّمْسَ وَالْقَمَرَ رَأَيْتُهُمْ لِي سَاجِدِينَ﴾ [سورة يوسف، الآية: 4] نصب الشمس والقمر بإضمار فعل دل عليه، ﴿رَأَيْتُهُمْ﴾ ليعطف ما عمل فيه الفعل ما عمل فيه الفعل، والتقدير: ورأيت الشمس والقمر رأيتهم، وكنى عن الشمس والقمر بالهاء والميم وكذا بالياء والنون في ساجدين فإنما ذلك للخبر عنهم بفعل من يعقل، إذ السجود لا يكون إلا ممن يعقل، والهاء والميم مفعول أول، و ﴿سَاجِدِينَ﴾ مفعول ثانٍ، ﴿لِي﴾ متعلق بـ ﴿رَأَيْتُهُمْ﴾ ، وإن شئت جعلته متعلقا بـ ﴿سَاجِدِينَ﴾ وعليه المعنى.

### القولُ في القراءةِ
قرأ ابن عامر: «ياأبتَ» بفتح التاء في جميع القرآن، الباقون: بكسرها في جميع القرآن {يَا أَبَتِ} فمن فتح: فعلى قلب ياء النفس ألفا وحذفها لدلالة الفتحة عليها، ومن كسر: فعلى إرادة الياء وحذفها والِاجْتِزَاءِ بالكسرة منها، واختلف في الوقف، وابن عامر يقف بالهاء وروي عن ابن كثير ، والباقون: بالتاء، وقياس من كسر أن يقف بالتاء، لأن الياء مقدرة، وكذا من قدر حذف الألف، وإن الفتحة في التاء ليس على تقدير حذف الألف، وإنما هي على تقدير الإفخام كما هي في يا طلحة، وقف بالهاء ووجه دخول الهاء في {يَا أَبَتِ} كأنه العوض من حذف الياء إذ حذفها يكثر في النداء.

## ما طبع من الكتاب
تم تحقيق أجزاء من كتاب البرهان للحوفي في رسائل علمية في كليات اللغة العربية بجامعة الأزهر وفروعها في مصر، وقد ذكر الباحث إبراهيم عناني في رسالته العلمية التي حقق فيها تفسير سورة يوسف كاملة؛ إحدى عشرة رسالة علمية في تحقيق أجزاء مختلفة من هذا الكتاب.